# Desa Glagahsari (administrativ by i Indonesien, lat -7,72, long 112,72)
Desa Glagahsari är en administrativ by i Indonesien.   Den ligger i provinsen Jawa Timur, i den västra delen av landet, 700 km öster om huvudstaden Jakarta.